# Estivals
Estivals ist eine Gemeinde in Frankreich. Sie gehört zur Region Nouvelle-Aquitaine, zum Département Corrèze, zum Arrondissement Brive-la-Gaillarde und zum Kanton Saint-Pantaléon-de-Larche. Sie grenzt  im Nordwesten an Chartrier-Ferrière, im Nordosten an Nespouls, im Südosten und Süden an Gignac sowie im Südwesten an Nadaillac. 
Durch Estivals führt eine Eisenbahnlinie. Die nächsten Bahnhöfe befinden sich in Brive-la-Gaillarde und Gignac.

## Bevölkerungsentwicklung
| Jahr      | 1962 | 1968 | 1975 | 1982 | 1990 | 1999 | 2008 | 2012 |
| --------- | ---- | ---- | ---- | ---- | ---- | ---- | ---- | ---- |
| Einwohner | 133  | 123  | 101  | 102  | 109  | 119  | 135  | 123  |